# Voltaïta
La voltaïta és un mineral de la classe dels sulfats que pertany i dona nom al grup de la voltaïta. Rep el seu nom del físic italià Alessandro Volta (1745-1827).

## Característiques
La voltaïta és un sulfat de fórmula química K₂Fe²⁺₅Fe³⁺₃Al(SO₄)₁₂(H₂O)₁₈. Cristal·litza en el sistema isomètric. La seva duresa a l'escala de Mohs es troba entre 3 i 3,5. És l'anàleg amb Fe²⁺ de la magnesiovoltaïta i amb K-Fe²⁺ de l'amoniomagnesiovoltaïta.
Segons la classificació de Nickel-Strunz pertany a «07.C - Sulfats (selenats, etc.) sense anions addicionals, amb H₂O, amb cations de mida mitjana i grans» juntament amb els següents minerals: krausita, tamarugita, kalinita, mendozita, lonecreekita, alum-(K), alum-(Na), tschermigita, lanmuchangita, zincovoltaïta, pertlikita, amoniomagnesiovoltaïta, kröhnkita, ferrinatrita, goldichita, löweïta, blödita, niquelblödita, changoïta, zincblödita, leonita, mereiterita, boussingaultita, cianocroïta, mohrita, niquelboussingaultita, picromerita, polihalita, leightonita, amarillita, konyaïta i wattevil·lita.

## Formació i jaciments
Es forma a les fumaroles i solfatares com a producte d'alteració de dipòsits rics en pirita en regions àrides. Va ser descoberta a la solfatara di Pozzuoli, un cràter volcànic situat al centre de la caldera dels Camps Flegreus, a la província de Nàpols (Campània, Itàlia), normalment associada a halotriquita. Als territoris de parla catalana ha estat descrita al turó de Montcada (Montcada i Reixac, Vallès Occidental) i a les mines d'alum de La Vilella Alta (Priorat).